# Codrin Țapu
Codrin Țapu (Bucarest, Rumania; 17 de diciembre de 1973) es un autor rumano que ha escrito sobre las hipóstasis de la personalidad.

## Trabajo
Como parte de los esfuerzos de reactivación y desarrollo de la psicología en la Rumania poscomunista, Tapu publicó un libro de texto de psicología humanista-sistémica, y un diccionario de psicopatología.
En sus escritos sobre espiritualidad, Țapu propone una visión universal de la divinidad que incluye el ateísmo, aborda temas polémicos como la culpa y la eutanasia en pequeños textos que se leen como la poesía y proporciona una perspectiva de vida provocativa para la gente de todos los orígenes. Țapu ha propuesto una perspectiva de sistemas de apoyo espirituales interconectados.
El estilo aforístico de Tapu fue comparado con el de los antiguos textos sagrados,  Jesus, Gandhi, los místicos sufíes, Jodorowsky y Chopra.